# Тульчинська центральна районна бібліотека

## Історія
З кінця XVIII століття в місті Тульчині починають виникати приватні бібліотеки. Одна з найбільших була в маєтку графа Станіслава Фелікса Потоцького. Зібрання включало книги написані італійською, польською, французькою мовами. Серед них, твори Мігеля де Сервантеса, Олександра Дюма, П'єра Бомарше. Найціннішими були «Біблія» (видана італійською в 1513 році) та «Опис приїзду до Києва Станіслава Августа, польського короля Понятовського» К.Платера (1787 рік), де вперше згадується опис Тульчинського палацу та бібліотеки.
Церковна бібліотека існувала при Домініканському костьолі. Тут переважали церковні книги, в основному літописи, рукописи, видані ще в XVI столітті.
На початку XX століття в місті виникають ще кілька приватних бібліотек. Найбільша серед них належала братам-вчителям Миколі та Семену Доброгаєвим. Саме тут збиралася вся інтелігенція міста. Пізніше фонди цих бібліотек увійдуть в основу створення в місті народного клубу-бібліотеки, який був відкритий в будинку Якова Хітермана (сучасна вулиця О.Суворова). На його основі у 1917 році створюється невелика бібліотека, яка розміщується по вулиці Леніна.
З 1923 по 1930 роки бібліотека працює під керівництвом окружного відділу народної освіти, про що підтверджує документ, який зберігається у Державному архіві Вінницької області. На базі цієї бібліотеки у 1926 році утворюється бібліотека, якій надається статус районної. У цей час в ряді сіл району виникають хати-читальні, гуртки по ліквідації неграмотності, яким районна бібліотека надавала посильну допомогу. У 1940 році бібліотека мала приблизно 30 тисяч примірників книг.
Німецько-радянська війна завдала великої шкоди, загинув майже весь бібліотечний фонд. Лише після звільнення від окупантів почалося нове відродження. Бібліотека стає центром по наданню методичної допомоги сільським бібліотекам.
В 1959 році читачі бібліотеки почали вперше обслуговуватись шляхом вільного доступу до книжкових фондів. На кінець 1959 року в фондах бібліотеки нараховувалось вже 57 тисяч примірників книг.
В 1974 році першою в області стає централізованою бібліотечною системою, бібліотека отримує окреме приміщення колишнього маєтку графа Станіслав Фелікса Потоцького, в якому знаходиться і понині.
Сьогодні Тульчинська централізована бібліотечна система — це 36 бібліотек, з яких 34 діють у селах району.
ЦБС — це універсальний книжковий фонд — понад 600 тисяч примірників книг, брошур, журналів, газет, нот, художніх альбомів, 100 найменувань періодичних видань. ЦБС — це 29 тисяч користувачів, яким щорічно видається понад 579 тисяч примірників видань.
Великий внесок у розбудову бібліотеки зробили її директори — Н. І. Козинська, Н. Д. Косенко, Г. О. Давикоза, М. Д. Подолянчук, Г. О. Погребняк, Пономарьова Р. В., які виховали численних ентузіастів своєї справи. З грудня 2006 року централізовану бібліотечну систему очолює Вігуржинська Віра Степанівна.
На десятки років з життям Тульчинської бібліотеки переплели свої долі ветерани праці Т. П. Ключкіна, Д. О. Ковтун, І. П. Плакида, Р. П. Патлатюк. Їх справу продовжили Л. А. Юзефчук, В. Р. Черній, Н. О. Максимович, Е. С. Крижанівський, Р. А. Гатунок, П. Д. Мандебура, Н. І. Мрочко, Л. Г. Романенко, М. І. Мадюдя.

## Джерело
- Історія Тульчинської бібліотеки